# Porphyrophora ussuriensis
Porphyrophora ussuriensis är en insektsart som beskrevs av Borchsenius 1949. Porphyrophora ussuriensis ingår i släktet Porphyrophora och familjen pärlsköldlöss. Inga underarter finns listade i Catalogue of Life.